# Bam (Iran)

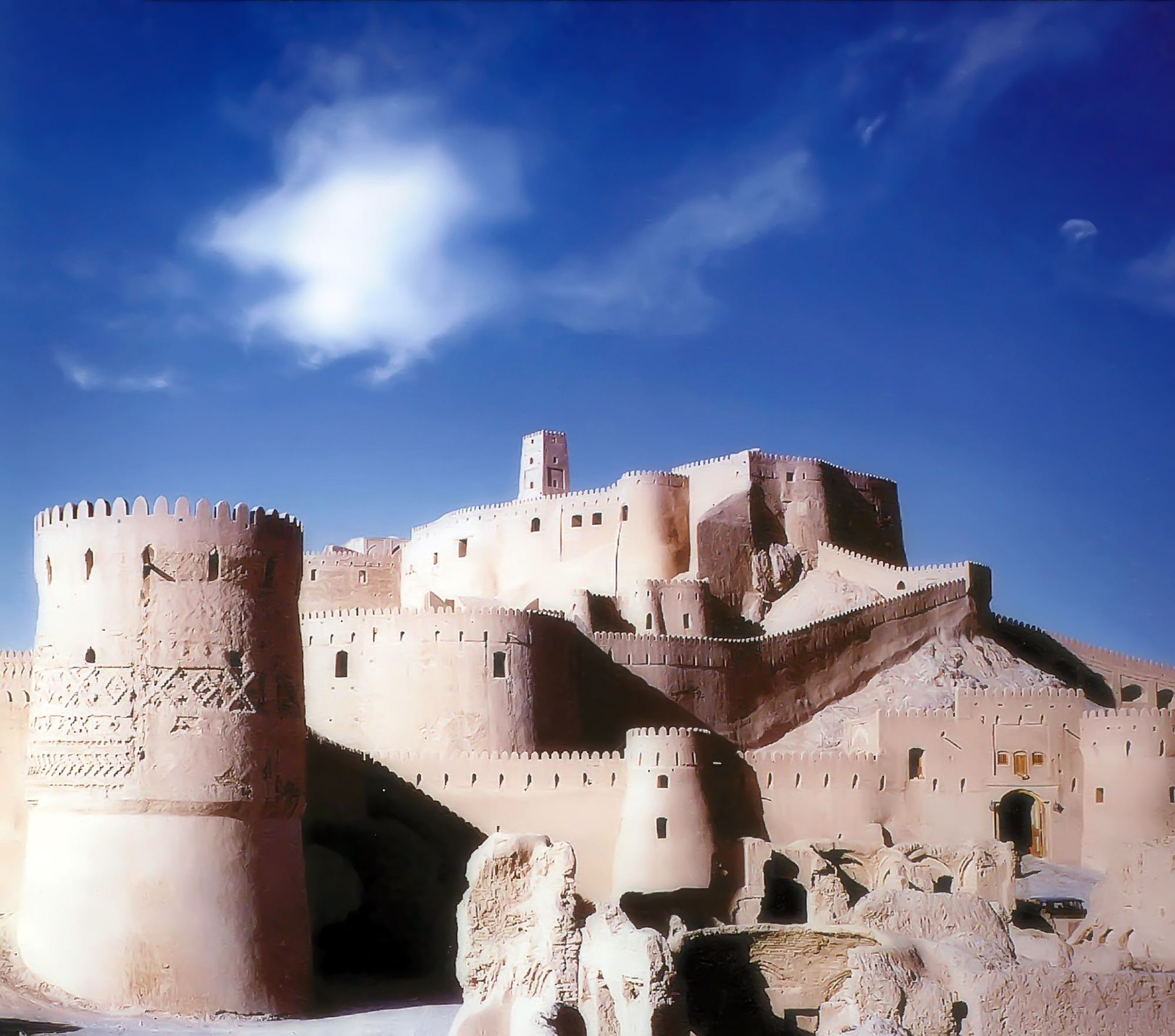
Arg-e Bam von Süden; es handelt sich um den größten Lehmbau der Welt

Bam (persisch بم) ist eine Stadt in der iranischen Provinz Kerman mit etwa 77.000 Einwohnern (Stand: 2013).

## Geographie
Bam liegt in der zentralen Hochebene Ostirans, die hauptsächlich aus Steppe und Sandwüste besteht. In den Oasen um die Stadt gedeihen Dattelpalmen und Zitrusfrüchte, deren Bewässerung durch Qanats erfolgt.

## Geschichte
Die Zitadelle Arg-é Bam wurde vermutlich zwischen dem 6. und 4. Jahrhundert v. Chr. gegründet. Die von den Sassaniden – wenn nicht sogar früher – in einer Oase gegründete Stadt wurde 642 von den Arabern besetzt. Um 650 wurde die Hazrat-e-Rasul-Moschee errichtet. Bereits seit dem 7. Jahrhundert war die Stadt ein bedeutendes Zentrum der Textilherstellung sowie des Handels. Als befestigter Grenzposten wurde die Stadt häufig von Afghanen, Belutschen und Sistani angegriffen. Im 18. Jahrhundert wurde die Stadt von den Afghanen kurzzeitig erobert (1719 und 1721) und Lotf Ali Khan, letzter Schah Persiens aus der Zanddynastie, unterlag im alten Bam in seiner letzten Schlacht. Mitte des 19. Jahrhunderts wurde die ummauerte Stadt verlassen und in zwei Kilometer Entfernung das heutige Bam gegründet. Die historische Stadt aus verputzten Lehmziegeln diente bis Anfang des 20. Jahrhunderts als Militärlager. Im Wesentlichen stammen die Bauten Bams aus der Zeit der Safawiden (16.–18. Jahrhundert).

### Erdbeben
Am 26. Dezember 2003 um 1:56 UTC (5:26 Lokalzeit) wurden die Zitadelle und ein Großteil der Stadt Bam durch ein Erdbeben verwüstet. Seine Stärke betrug 6,6 auf der Momenten-Magnituden-Skala. 70 Prozent der modernen Stadt Bam wurde zerstört. Offiziell starben 30.000 Menschen durch das Erdbeben, nach unabhängigen Untersuchungen gab es über 43.000 Tote und 30.000 Verletzte. Die Vereinigten Staaten sandten Bergungstrupps und medizinische Hilfsgüter. Auch die deutsche THW-Spezialeinheit SEEBA war mit Rettungskräften, Ortungsgeräten und Spürhunden im Einsatz.
Am 21. Juli 2004 wurde die Stadt Bam erneut von einem Erdbeben der Raumwellenmagnitude mb = 4,2 erschüttert. Bei diesem Erdbeben wurden auch Fertighäuser, die für Überlebende des Bebens vom 26. Dezember 2003 errichtet worden waren, wieder zerstört.
Zum Wiederaufbau sagte die internationale Gemeinschaft Bam 1,1 Mrd. US-Dollar zu. 

### Erkenntnisse
Anlässlich der Auswertung von Bildern zur Erdbebenkatastrophe wurden zu diesem Zeitpunkt unentdeckte Qanate (Frischwasserkanäle) sowie Mauerfundamente, die bis in die Zeit um 2500 v. Chr. zurückreichen, entdeckt.

### Sandsturm
Am 16. März 2007 wurde die Stadt ohne Vorwarnung von einem Sandsturm mit einer Geschwindigkeit von  130 km/h heimgesucht, wobei 3 Kinder erstickten, 2 Personen in Verkehrsunfällen getötet und 14 weitere Personen verletzt wurden.

## Weltkulturerbe
Die Zitadelle wurde 2004 durch die UNESCO zum Weltkulturerbe erklärt und gleichzeitig auf die Liste des gefährdeten Welterbes gesetzt. Damit soll der Wiederaufbau der beim Erdbeben vollständig zerstörten Festungsanlage sichergestellt und unterstützt werden.

## Verkehr
Die Stadt liegt an der Bahnstrecke Qom–Zahedan, der südlichen Ost-West-Eisenbahnverbindung Irans.